# Putrella
Putrella es un género de foraminífero bentónico de la subfamilia Fusulininae, de la familia Fusulinidae, de la superfamilia Fusulinoidea, del suborden Fusulinina y del orden Fusulinida. Su especie tipo es Pseudotriticites brazhnikovae. Su rango cronoestratigráfico abarca el Moscoviense (Carbonífero superior).

## Discusión
Clasificaciones más recientes incluyen Putrella en la subclase Fusulinana de la clase Fusulinata.

## Clasificación
Putrella incluye a las siguientes especies:
- Putrella admiranda †
- Putrella borealis †
- Putrella brazhnikovae †
- Putrella curta †
- Putrella guocunensis †
- Putrella lui †
- Putrella primaris †
  - Putrella primaris compacta †
- Putrella shanxiensis †
- Putrella triangula †
- Putrella weiningica †